# Bulbophyllum brachystachyum
Bulbophyllum brachystachyum är en orkidéart som beskrevs av Rudolf Schlechter. Bulbophyllum brachystachyum ingår i släktet Bulbophyllum och familjen orkidéer. Inga underarter finns listade i Catalogue of Life.